# Liste der Nationalparks in Bolivien
In Bolivien gibt derzeit 13 Nationalparks und etwa 25 sich mit diesen teilweise überschneidende Naturreservate mit unterschiedlichem Schutzstatus; die jeweiligen Regelungen werden durch Regierungsverordnungen festgelegt.
Zu den Nationalparks gehören (siehe nebenstehende Karte):
- 01 Nationalpark Sajama
- 02 Nationalpark Tunari
- 03 Nationalpark Isiboro Securé
- 04 Nationalpark Noel Kempff Mercado
- 05 Nationalpark Torotoro
- 06 Nationalpark Carrasco
- 16 Nationalpark Amboró
- 17 Nationalpark Cotapata
- 18 Nationalpark Madidi
- 19 Nationalpark Kaa-Iya del Gran Chaco
- 20 Nationalpark Otuquis
- 21 Nationalpark Aguaragüe
- 22 Nationalpark Serranía del Iñao

Weitere Naturreservate sind (in Klammern der jeweilige Schutztitel):
- 07 Eduardo Avaroa (Nationales Schutzgebiet der Andenfauna)
- 08 Schutzgebiet Manuripi-Heath (Nationales Schutzgebiet der Amazonaswälder)
- 09 Tariquía (Nationales Faunen- and Florenschutzgebiet)
- 10 Cordillera de Sama (Naturschutzgebiet)[1]
- 11 Apolobamba (Naturschutzgebiet) (Área Natural de Manejo Integrado)
- 12 Beni (Reserva de Biosfera Estación Biológica del Beni, Biosphärenreservat)
- 13 Pilón Lajas (Biosphärenreservat)
- 14 El Palmar (Área Natural de Manejo Integrado)
- 15 San Matias (Área Natural de Manejo Integrado)
- Biosphärenreservat Ulla Ulla
- Lagunas del Beni y Pando (Naturschutzgebiet)
- Federico Roman (Naturschutzgebiet)
- Cavernas El Repechón (Schutzgebiet)
- Parque Regional Lomas de Arena (Landschaftsschutzgebiet)
- Río Grande Mascicuri (Waldreservat)